# Евгений Агранович
Евгений Данилович Агранович (роден на 13 октомври 1918 г. в Орел, починал на 29 януари 2010 г. в Москва) е съветски и руски драматург, сценарист, поет, прозаик и певец.

## Биография
Той е роден на 13 октомври 1918 г., но по-късно при подаване на документи датата е записвана като 14 ноември 1919 г. Този вариант се появява в различни източници в продължение на много десетилетия като официална дата. Започва да пише през 1938 г. След избухването на Великата отечествена война постъпва в армията, където продължава да пише стихове и песни. Много от песните му влизат в обращение като анонимни и са признати за народни текстове. След войната през 1948 г. завършва Литературния институт „Максим Горки“. Автор е на музика, текстове и сценарии за различни съветски филмови продукции.
Награден е, между другото, с Орден на Червената звезда и два пъти с Орден на Отечествената война от втора степен, както и с много медали.
Погребан на гробището Востряков.

## Избрана филмография

### Сценарии
- 1982: За бялата роза, която можеше да се изчерви

### Автор на текстове на песни
- 1958: Петър и Червената шапчица
- 1971: От героите на отминали времена
- 1973: Василийок
- 1981: Мария и Мирабела